# The Prophet's Song
«The Prophet's Song» (укр. «Пісня пророка») — пісня британського рок-гурту «Queen», яка спочатку вийшла на їхньому четвертому студійному альбомі «A Night at the Opera» у 1975 році.

## Передумови
«The Prophet's Song» написав Браян Мей (робоча назва «Люди Землі» («People of the Earth»)). На техаському радіошоу «In the Studio with Redbeard», де розповідали про альбом «A Night at the Opera», він пояснив, що написав пісню після сну, у якому побачив Великий Потоп, коли одужував від хвороби під час запису альбому «Sheer Heart Attack», сон був також джерелом деяких текстів. Деякі частини пісні були записані, але залишені під час сесій запису альбому «Queen II».
Мей провів кілька днів, збираючи частини пісні, яка містить вокальний канон Фредді Мерк'юрі. Вокальний, а потім інструментальний канон було створено ранніми пристроями для затримки стрічки. Ця частина пісні є важким і похмурим номером з сильним прогресивним рок-впливом і складним вокалом. Це також найдовша вокальна пісня »Queen" тривалістю понад вісім хвилин, хоча безіменний інструментальний трек з останнього студійного альбому «Queen» «Made in Heaven» триває приблизно на 14 хвилин довше.
Мей грає на нестандартному для «Queen» інструменті, іграшковому кото, під час введення і закриття звуком шуму вітру розділів пісні. Продюсер Рой Томас Бейкер в документальному фільмі про створення пісні нагадав, що ефект шуму вітру було створено шляхом запису звуку кондиціонера через фейзер.
Як вже докладно описаво Мей в документальному фільмі про альбом, ефект прискорення, який відбувається в середині гітарного соло, було досягнуто шляхом запуску бобінного програвача з касетою на ньому, оскільки оригінальний магнітофон зупинився.
Лірика посилається на Книгу Буття, що явно помітно у таких рядках, як «повернення, як білий Голуб» (посилання на історію Ноєвого Ковчега), і приховано у таких рядках, як бачення «освітлених місяцем сходів», що можна порівняти зі сходами Якова[джерело?].

## Оцінки
«AllMusic» назвав пісню «містичним прог-роком», назвавши її епічною, такою ж захопливою, як «Bohemian Rhapsody» і одним з найкращих студійних досягнень «Queen». «Rolling Stone» також похвалив пісню, назвавши її «найкращим треком», зазначивши, що «потужна гітара Мей прекрасно доповнює багаті, багатотрекові гармонії вокаліста Фредді Мерк'юрі». «Ultimate Classic Rock» назвав пісню «епічним і містичним артроком».

## Учасники запису
- Фредді Мерк'юрі — головний і бек- вокали
- Браян Мей — гітари, бек-вокали, іграшкове кото
- Роджер Тейлор — ударні, бек-вокали
- Джон Дікон — бас-гітара